# Ban Kio Phrao
Ban Kio Phrao (Thai: บ้านกิ่วพร้าว) is een plaats in de tambon Ban Dai in de provincie Chiang Rai. De plaats telde in mei 2011 in totaal 301 inwoners, waarvan 155 mannen en 146 vrouwen. Ban Kio Phrao telde destijds 122 huishoudens.
In de plaats bevinden zich geen tempels of andere religieuze gebouwen.